# Vrchovany
Vrchovany (deutsch Wrchhaben) ist eine Gemeinde des Okres Česká Lípa in der Region Liberec im Norden der Tschechischen Republik. Der Ort liegt 3 km nordöstlich von Dubá (Dauba) an der Straße nach Doksy (Hirschberg am See) am Südosthang des Berkovský vrch (Wrchhabener Berg). Er wird überragt von der Ruine der Burg Starý Berštejn (Altperstein).

## Geschichte
Der Ort wurde 1402 erstmals erwähnt. 1912 hatte das alte slawische Bauerndorf auf der Hochfläche zwischen der Daubaer Schweiz und dem Kummergebirge 60 Häuser. Wrchhaben war nach Dauba gepfarrt; im Ort gab es eine kleine Maria-Himmelfahrt-Kapelle.

## Sehenswürdigkeiten
Südwestlich des Dorfes, im Einschnitt zwischen den Erhebungen Zahájí (Sahai) und der Binderkuppe, entspringt die Liběchovka. Auf dem 358 m hohen Felshügel der Binderkuppe, oberhalb von Mlýnek (Kleinmühle), liegt die Ruine der St.-Barbara-Kapelle, die 1744 durch Anna Katharina Reichsgräfin von Sweerts und Sporck errichtet wurde.
Südlich des Dorfes befindet sich unter einem Kastanienbaum ein Kreuz auf steinernem Sockel, das im Jahre 2005 wiederhergestellt wurde.
Vrchovany wurde in den 1960er Jahren nach Dubá eingemeindet und ist seit 1990 wieder eine eigenständige Gemeinde. Im Dorf gibt es einen Reiterhof.
Auf dem Gebiet der Gemeinde liegen die Wüstungen der Einschichten und Rotten U Samot (Rodeland), Doubí (Eichhübel) und Panská (Pauska).

## Persönlichkeiten
- Adolf Lischka (1897–1945), tschechoslowakischer Politiker deutscher Nationalität